# KSK Beveren
Koninklijke Sportkring Beveren – belgijski klub piłkarski z siedzibą w Beveren, miasteczku położonym we Wschodniej Flandrii. Jest znany głównie ze szkółki bramkarskiej, która wyszkoliła takich graczy jak Jean-Marie Pfaff, Filip De Wilde, Geert De Vlieger, Erwin Lemmens, czy też Tristan Peersman. Wilfried Van Moer, pomocnik reprezentacji Belgii, także rozpoczynał swoją karierę w Beveren.

## Historia
Klub nazwany Standaard Beveren powstał w 1921, jednak zmienił później nazwę na FC Amical (w swobodnym tłumaczeniu Towarzyski Klub Piłkarski), ale klub upadł w 1931. Trzy lata później piłkarze Standaardu postanowili założyć nową drużynę, SK Beveren-Waes. Dołączyli oni do belgijskiej federacji piłkarskiej w 1935. Dziesięć sezonów później klub zmienił jedną literkę w nazwie i występował jako SK Beveren-Waas. Po czternastu sezonach w ligach regionalnych, Beveren awansowało do czwartej ligi w 1948, a w 1951 wywalczyło promocję do trzeciej ligi. Pod wodzą legendarnego później trenera, Guy Thysa, w 1966 wystąpili na zapleczu Eerste Klasse, niespodziewanie ją zwyciężając. Po tym wydarzeniu byli trzy razy degradowani z ekstraklasy (w 1972, 1990 oraz 1996), ale za każdym razem po sezonie do niej wracali. W 1978 klub zmienił nazwę na KSK Beveren i pod tą właśnie nazwą odnosili największe sukcesy, będąc mistrzami Belgii w 1979 i 1984. W 1979 roku pokonali Inter Mediolan w PZP, jednakże w półfinałach Belgów wyeliminowała FC Barcelona.
W 2006 klub utracił licencję i został zdegradowany do trzeciej ligi, jednak po złożeniu odwołania przez klub decyzja ta została uchylona. Latem 2010 roku klub z powodów finansowych ponownie został zdegradowany do trzeciej ligi. Ostatecznie przed sezonem 2010/11 połączył się z drugoligowym K.V. Red Star Waasland – w wyniku tej fuzji powstał K.V. Red Star Waasland – SK Beveren, który rozgrywa swoje mecze na stadionie Freethiel.
7 czerwca 2022 K.V.R.S. Waasland-SK Beveren i KSK Beveren osiągnęły porozumienie, w wyniku którego od sezonu 2022/2023 oba kluby będą rywalizować w swoich rozgrywkach pod historycznym logo KSK Beveren. K.V.R.S. Waasland-SK Beveren będzie grać jako SK Beveren w rozgrywkach Eerste klasse B, KSK Beveren wystartuje natomiast w regionalnych rozgrywkach 1e Provinciale Oost-Vlaanderen.

## Piłkarze z Wybrzeża Kości Słoniowej
W składzie Beveren liderują gracze pochodzący z WKS – jest to rzecz, za którą w Belgii nieustannie krytykuje się KSK. Menedżer zespołu, Jean-Marc Guillou, założył akademię młodzieżową w ASEC Mimosas, dlatego większość spośród utalentowanych Afrykanów z tejże akademii trafia do Beveren.

## Kontrowersje z udziałem Arsenalu
W 2001 klub podpisał umowę z londyńskim Arsenalem. Kilku piłkarzy zostało wypożyczonych między drużynami, rozegrano kilka meczów sparingowych. Umowa wygasła 1 lipca 2006.
W 2001 belgijska policja wykazała, iż Arsenal przekazał tajemniczej firmie „Goal” 1,5 miliona €, co pomogło belgijskiej drużynie utrzymać zachwianą równowagę finansową. Angielska telewizja BBC zakomunikowała, iż takie wyczyny łamią prawa FIFA dotyczące posiadania klubów. Arsenal tłumaczył się, iż była to zwykła pożyczka. Angielska federacja piłkarska i FIFA zakończyły sprawę nie karząc nikogo.
Kilku piłkarzy było jedynie wypożyczonych między dwoma klubami – wyjątkiem jest tylko Emmanuel Eboué, który w styczniu 2005 odszedł na stałe do Londynu.

## Sukcesy
- Eerste klasse:
  - mistrzostwo (2): 1978/1979, 1983/1984
- Tweede klasse:
  - mistrzostwo (4): 1966/1967, 1972/1973, 1990/1991, 1996/1997
- Puchar Belgii:
  - zwycięstwo (2): 1978, 1983
  - finał (3): 1980, 1985, 2004
- Superpuchar Belgii:
  - zwycięstwo (2): 1979, 1984
  - finał (2): 1980, 1983

## Europejskie puchary
Legenda do wszystkich tabel:
- Q – runda eliminacyjna, 1/16, 1/8, 1/4, 1/2 – odpowiednia faza rozgrywek, Grupa – runda grupowa, 1r gr – pierwsza runda grupowa, 2r gr – druga runda grupowa, F – finał, R – runda, PO – play-off
- k. – rzuty karne, los. – losowanie, Dogr. – dogrywka, w. – zasada bramek strzelonych na wyjeździe

| Sezon   | Rozgrywki                 | Runda   | Przeciwnik               | Dom | Wyjazd | Ogólnie     |
| ------- | ------------------------- | ------- | ------------------------ | --- | ------ | ----------- |
| 1970/71 | Puchar Miast Targowych    | 1R      | Wiener SC                | 2–0 | 3–0    | 5–0         |
| 1970/71 | Puchar Miast Targowych    | 2R      | Valencia CF              | 1–1 | 1–0    | 2–1         |
| 1970/71 | Puchar Miast Targowych    | 1/8     | Arsenal                  | 0–0 | 0–4    | 0–4         |
| 1978/79 | Puchar Zdobywców Pucharów | 1R      | Ballymena United         | 3–0 | 3–0    | 6–0         |
| 1978/79 | Puchar Zdobywców Pucharów | 1/8     | NK Rijeka                | 2–0 | 0–0    | 2–0         |
| 1978/79 | Puchar Zdobywców Pucharów | 1/4     | Inter Mediolan           | 1–0 | 0–0    | 1–0         |
| 1978/79 | Puchar Zdobywców Pucharów | 1/2     | FC Barcelona             | 0–1 | 0–1    | 0–2         |
| 1979/80 | Puchar Europy             | 1R      | Servette FC              | 1–1 | 1–3    | 2–4         |
| 1981/82 | Puchar UEFA               | 1R      | Linfield                 | 3–0 | 5–0    | 8–0         |
| 1981/82 | Puchar UEFA               | 1/8     | Hajduk Split             | 2–3 | 2–1    | 4–4, w.     |
| 1983/84 | Puchar Zdobywców Pucharów | 1R      | Enosis Neon Paralimni    | 4–2 | 3–1    | 7–3         |
| 1983/84 | Puchar Zdobywców Pucharów | 1/8     | Aberdeen                 | 0–0 | 1–4    | 1–4         |
| 1984/85 | Puchar Europy             | 1R      | Íþróttabandalag Akraness | 5–0 | 2–2    | 7–2         |
| 1984/85 | Puchar Europy             | 1/8     | IFK Göteborg             | 2–1 | 0–1    | 2–2, w.     |
| 1986/87 | Puchar UEFA               | 1R      | Vålerenga Fotball        | 1–0 | 0–0    | 1–0         |
| 1986/87 | Puchar UEFA               | 2R      | Athletic Bilbao          | 3–1 | 1–2    | 4–3         |
| 1986/87 | Puchar UEFA               | 1/8     | Torino FC                | 0–1 | 1–2    | 1–3         |
| 1987/88 | Puchar UEFA               | 1R      | Bohemians 1905           | 2–0 | 0–1    | 2–1         |
| 1987/88 | Puchar UEFA               | 2R      | Vitória SC               | 1–0 | 0–1    | 1–1, k: 4–5 |
| 1995    | Puchar Intertoto          | Grupa 9 | Ceahlăul Piatra Neamț    | 0–2 |        | 3. miejsce  |
| 1995    | Puchar Intertoto          | Grupa 9 | Boby Brno                |     | 2–3    | 3. miejsce  |
| 1995    | Puchar Intertoto          | Grupa 9 | FC Groningen             | 2–2 |        | 3. miejsce  |
| 1995    | Puchar Intertoto          | Grupa 9 | Etyr Wielkie Tyrnowo     |     | 2–1    | 3. miejsce  |
| 2004/05 | Puchar UEFA               | 2Q      | FC Vaduz                 | 3–1 | 1–2    | 4–3         |
| 2004/05 | Puchar UEFA               | 1R      | Lewski Sofia             | 1–1 | 1–0    | 2–1         |
| 2004/05 | Puchar UEFA               | Grupa G | VfB Stuttgart            | 1–5 |        | 5. miejsce  |
| 2004/05 | Puchar UEFA               | Grupa G | Dinamo Zagrzeb           |     | 1–6    | 5. miejsce  |
| 2004/05 | Puchar UEFA               | Grupa G | SL Benfica               | 0–3 |        | 5. miejsce  |
| 2004/05 | Puchar UEFA               | Grupa G | Sc Heerenveen            |     | 0–1    | 5. miejsce  |